# Mariano Escobedo (Michoacán)
Mariano Escobedo es una localidad del estado mexicano de Michoacán. Es parte del municipio de Cuitzeo.

## Toponimia
El nombre de la población rinde homenaje a Mariano Escobedo, ideólogo liberal del siglo XIX.

## Demografía
| Gráfica de evolución demográfica |
|                                  |

| Censo | Población |
| ----- | --------- |
| 1930  | 561       |
| 1940  | 783       |
| 1950  | 871       |
| 1960  | 1 278     |
| 1970  | 1 758     |
| 1980  | 2 266     |
| 1990  | 2 448     |
| 2000  | 3 237     |
| 2010  | 3 880     |
| 2020  | 4 566     |